# مامادو زونغو
مامادو زونغو (بالإنجليزية: Mamadou Zongo)‏ (مواليد 8 أكتوبر 1980 في بوبوديولاسو) لاعب كرة قدم بوركينابي دولي يجيد اللعب في خط الهجوم . يلعب حاليا لصالح نادي كلوج الروماني منذ سنة 2007 .

## مسيرته الكروية
لعب مامادو زونغو خلال مسيرته الاحترافية مع 6 أندية في ثلاثة عشر موسمًا وسجل خلالها 57 هدفًا ضمن 160 مباراة. حيث فاز في موسم واحد بالكأس وفي موسمين بالدوري.
خاض مامادو زونغو مسيرته مع راسينغ كلوب دي بوبو ديولاسو ما بين عامي 1996 و1997 لمدة موسم واحد، مشاركًا في 25 مباراة سجل خلالها 22 هدفًا. ثم انتقل إلى نادي أسيك أبيدجان ما بين عامي 1997 و1998 لمدة موسم واحد، حيث شارك في 22 مباراة سجل خلالها 18 هدفًا. لينتقل بعدها إلى نادي فيتيسه آرنهم في موسم 1997–98 ليلعب معه ثمانية مواسم، مشاركًا في 76 مباراة سجل خلالها 14 هدفًا. ثم انتقل إلى نادي دي غرافشاب في موسم 2004–05 لمدة موسم واحد، مشاركًا في 24 مباراة سجل خلالها هدفين. هذا وانتقل لاحقًا إلى نادي إثنيكوس في موسم 2006–07 لمدة موسم واحد، مشاركًا في 11 مباراة سجل خلالها هدفًا واحدًا. ثم انتقل بعدها إلى نادي جامعة كلوج في موسم 2007–08 لمدة موسم واحد، مشاركًا في مباراتين ولم يسجل أي هدف.

## روابط خارجية
- مامادو زونغو على موقع الاتحاد الدولي (مؤرشف)  (الإنجليزية)
- مامادو زونغو على موقع قاعدة بيانات كرة القدم.إي يو (الإنجليزية)
- مامادو زونغو على موقع ناشيونال فوتبول تيمز (الإنجليزية)
- مامادو زونغو على موقع عالم كرة القدم.نت (الإنجليزية)